# Pierre van Alstein
Pierre-Ignace-Liévin van Alstein (Gent, 1733 – Nantes, 27 december 1793) was een slavenkapitein uit de Oostenrijkse Nederlanden die opereerde vanuit Bretoense havens als Nantes en Paimbœuf. Na zijn jaren op zee verwierf hij in 1787 de Franse nationaliteit.

## Leven
Van Alstein kwam uit een welstellende familie die door de Oostenrijkse Successieoorlog haar fortuin verloor. Hij werd in 1745 naar zijn oom Georges-Eustache de Kradistown in Nantes gestuurd, het centrum van de Franse slavenhandel. De slavenhandelaar Kradistown ging failliet en de vijftienjarige Van Alstein monsterde als onbetaalde scheepsjongen aan op een slavenschip. Hij klom op van gewone zeeman tot kapitein en maakte fortuin in de slavenhandel. Dankzij dit fortuin werd hij opgenomen in de Franse bourgeoisie. In 1787 werd hij tot Fransman genaturaliseerd, maar enkele jaren later maakte de Franse Revolutie een einde aan zijn leven. Het Comité révolutionnaire sloeg in 1793 zijn goederen aan en hij stierf na een tweetal maanden gevangenschap. Zijn lichaam werd in een massagraf gegooid.

## Slavenhandel
Hij maakte tussen 1751 en 1784 een elftal reizen met slavenschepen, waarvan vier zelf georganiseerd, en liet een uitzonderlijke documentatie na. Volgens professor Everaert van de universiteit Gent maakt Van Alstein met zes reizen een persoonlijke winst van 105.049 livres. Hij schat dat negentig procent van de slaven op Hispaniola terechtkwamen.
De toestand op de schepen van Van Alstein was slecht, maar niet de allerergste. Op zijn overvaarten lag de sterfte onder de Afrikanen en onder de bemanning lager dan gemiddeld, en hij maakte geen revoltes mee aan boord.
De aantekeningen van de Gentenaar geven ook een inzicht in de slavenhandel door Zuid-Nederlandse reders. Deze verliep grotendeels clandestien, vaak zelfs onder vreemde vlag, maar Van Alstein herkende de door landgenoten bemande schepen.

## Voetnoten
1. ↑  'Belgische' schepen vervoerden naar schatting vijfduizend slaven, knack.be, 17 februari 2021